# مارتن جي. كوفمان
مارتن جي. كوفمان هو سياسي كندي، ولد في 1883 في مونتريال في كندا، وتوفي في 30 مايو 1961 في أمهرست في كندا. نشط حزبياً في الحزب الليبرالي في نوفا سكوشا ‏.